# Бекљан (Бистрица-Насауд)
Бекљан (рум. Beclean) насеље је у Румунији у округу Бистрица-Насауд у општини Бекљан. Oпштина се налази на надморској висини од 257 m.

## Становништво
Према подацима из 2002. године у насељу је живело 9330 становника.

### Попис2002.
| Расподела становништва по националности 2002.‍ | Расподела становништва по националности 2002.‍ | Расподела становништва по националности 2002.‍ | Расподела становништва по националности 2002.‍ | Расподела становништва по националности 2002.‍ |
| --------------------------------------------- | --------------------------------------------- | --------------------------------------------- | --------------------------------------------- | --------------------------------------------- |
|                                               |                                               |                                               |                                               |                                               |
| Румуни                                        | Румуни                                        |                                               | 7.624                                         | 81,7%                                         |
| Мађари                                        | Мађари                                        |                                               | 1.438                                         | 15,4%                                         |
| Роми                                          | Роми                                          |                                               | 234                                           | 2,5%                                          |
| Украјинци                                     | Украјинци                                     |                                               | 8                                             | 0,1%                                          |
| Немци                                         | Немци                                         |                                               | 17                                            | 0,2%                                          |
| други                                         | други                                         |                                               | 5                                             | 0,1%                                          |